# Matteo Bugli
Matteo Bugli (ur. 10 marca 1983 w Rimini) – sanmaryński piłkarz występujący na pozycji pomocnika, reprezentant San Marino w latach 2006–2011.